# 卡爾·恩斯特·卡西米爾
卡爾·恩斯特·卡西米爾（Karl Ernst Casimir，1715年—1830年），腓特烈·卡爾·奧古斯特之子，是利珀-比斯特費爾德（Lippe-Biesterfeld）伯爵。他娶本特海姆-特克倫堡的菲蒂南德·亨麗埃特（Ferdinande Henriette），他們的兒子是威廉·恩斯特。卡爾·恩斯特·卡西米爾於1830年去世。